# كيفن غوغان
كيفن غوغان (بالإنجليزية: Kevin Gaughan)‏ هو لاعب كرة قدم ومدرب كرة قدم بريطاني، ولد في 6 مارس 1978 في غلاسكو في المملكة المتحدة. لعب مع نادي سترنرير ‏.